# 维克托·涅克拉索夫
维克托·普拉托诺维奇·涅克拉索夫（俄语：Виктор Платонович Некрасов，1911年6月17日—1987年9月3日），苏联的著名作家，参加过苏德战争，创作风格为现实主义，1966年签署反对为斯大林平反的《25人公开信》，1967年作为持不同政见者被开除党籍，1974年被开除出苏联作协，1975年迁居法国巴黎。1987年因为肺癌在巴黎去世。

## 作品
- 《在斯大林格勒战壕内》（1947年）
- 《在故乡的城市》（1955年）
- 《基拉·格奥尔基耶夫娜》（1962年）
- 《在大洋两岸》（1962年年）
- 《初次认识》（1965年）
- 《法国一月行》（1965年）
- 《旁观者随笔》（1976年）
- 《Взгляд и нечто》（1977年）
- 《По обе стороны Стены》（1978年）
- 《Сталинград》（1981年）
- 《Маленькая печальная повесть》（1986年）